# Cantone di Durán
Il Cantone di Durán è un cantone dell'Ecuador che si trova nella Provincia del Guayas.
Il capoluogo del cantone è Durán.